# 1954년 세계 체스 선수권 대회
1954년 세계 체스 선수권 대회는 1954년에 열린 세계 체스 선수권 대회로, 미하일 보트빈니크와 바실리 스미슬로프  사이의 매치였다. 1954년 3월 16일부터 5월 13일까지 소비에트 연방 모스코바에서 열렸다. 보트빈니크는 1948년 세계 체스 선수권 대회에서 우승해 세계 챔피언이 되었고, 1951년에 성공적으로 타이틀을 방어했다. 스미슬로프는 1953년 도전자 결정전에서 우승해 세계 선수권 대회에 진출했다.

## 1952년 인터조널 토너먼트
스웨덴 스톡홀름에서 1952년 9-10월에 인터조널 토너먼트가 열렸다. 1-8위를 한 선수가 도전자 결정전으로 진출했다.
|    |                              | 1 | 2 | 3 | 4 | 5 | 6 | 7 | 8 | 9 | 10 | 11 | 12 | 13 | 14 | 15 | 16 | 17 | 18 | 19 | 20 | 21 | 총점 | 타이브레이크 |
| -- | ---------------------------- | - | - | - | - | - | - | - | - | - | -- | -- | -- | -- | -- | -- | -- | -- | -- | -- | -- | -- | ---- | ------------ |
| 1  | 알렉산데르 코토브 (USSR)     | x | ½ | ½ | ½ | ½ | ½ | 1 | 1 | 1 | 1  | 1  | ½  | ½  | 1  | 1  | 1  | 1  | 1  | 1  | 1  | 1  | 16½  |              |
| 2  | 마르크 타이마노브 (USSR)     | ½ | x | ½ | ½ | ½ | ½ | ½ | ½ | 1 | ½  | ½  | ½  | 1  | 1  | 1  | ½  | 1  | ½  | ½  | 1  | 1  | 13½  | 125.50       |
| 3  | 티그란 페트로샨 (USSR)       | ½ | ½ | x | ½ | ½ | ½ | 1 | ½ | ½ | ½  | ½  | 1  | ½  | ½  | 1  | 1  | ½  | 1  | 1  | 1  | ½  | 13½  | 125.00       |
| 4  | 에핌 겔러 (USSR)             | ½ | ½ | ½ | x | ½ | 1 | 0 | 0 | 1 | ½  | 1  | ½  | ½  | ½  | 1  | ½  | 1  | 1  | 1  | 1  | ½  | 13   |              |
| 5  | 유리 아벨바흐 (USSR)         | ½ | ½ | ½ | ½ | x | 0 | ½ | 1 | ½ | ½  | ½  | ½  | 1  | ½  | ½  | 1  | ½  | 1  | 1  | 1  | ½  | 12½  | 115.25       |
| 6  | 기디언 스탈버그 (SWE)        | ½ | ½ | ½ | 0 | 1 | x | 0 | 1 | ½ | ½  | ½  | ½  | ½  | 1  | 1  | 1  | 0  | 1  | 1  | ½  | 1  | 12½  | 115.00       |
| 7  | 라즐로 사보 (HUN)            | 0 | ½ | 0 | 1 | ½ | 1 | x | ½ | ½ | 1  | ½  | ½  | ½  | ½  | 1  | 1  | ½  | ½  | 1  | ½  | 1  | 12½  | 114.25       |
| 8  | 스베토자르 글리고릭 (YUG)    | 0 | ½ | ½ | 1 | 0 | 0 | ½ | x | 0 | ½  | ½  | ½  | 1  | 1  | ½  | 1  | 1  | 1  | 1  | 1  | 1  | 12½  | 105.50       |
| 9  | 볼프강 언지커 (FRG)          | 0 | 0 | ½ | 0 | ½ | ½ | ½ | 1 | x | ½  | 0  | ½  | 1  | ½  | ½  | ½  | ½  | ½  | 1  | ½  | ½  | 11½  |              |
| 10 | 에릭 엘리스카시스 (ARG)      | 0 | ½ | ½ | ½ | ½ | ½ | 0 | ½ | ½ | x  | ½  | 1  | 0  | ½  | 0  | ½  | 1  | ½  | 1  | 1  | 1  | 10½  |              |
| 11 | 헐만 필닉 (ARG)              | 0 | ½ | ½ | 0 | ½ | ½ | ½ | ½ | 1 | ½  | x  | 1  | 0  | ½  | ½  | ½  | 1  | 0  | ½  | ½  | 1  | 10   | 93.75        |
| 12 | 루데크 파흐만 (CZS)          | ½ | ½ | 0 | ½ | ½ | ½ | ½ | ½ | ½ | 0  | 0  | x  | ½  | ½  | 1  | ½  | ½  | 1  | 1  | ½  | ½  | 10   | 92.50        |
| 13 | 헐만 스타이너 (USA)          | ½ | 0 | ½ | ½ | 0 | ½ | ½ | 0 | 0 | 1  | 1  | ½  | x  | ½  | 0  | 0  | 1  | 1  | ½  | 1  | 1  | 10   | 88.50        |
| 14 | 알렉산더 마타노비크 (YUG)    | 0 | 0 | ½ | ½ | ½ | 0 | ½ | 0 | ½ | ½  | ½  | ½  | ½  | x  | 0  | ½  | 1  | ½  | 1  | ½  | 1  | 9    |              |
| 15 | 게데언 바르크자 (HUN)        | 0 | 0 | 0 | 0 | ½ | 0 | 0 | ½ | ½ | 1  | ½  | 0  | 1  | 1  | x  | 1  | ½  | 0  | 0  | 1  | ½  | 8    |              |
| 16 | 고스타 스톨즈 (SWE)          | 0 | ½ | 0 | ½ | 0 | 0 | 0 | 0 | 0 | ½  | ½  | ½  | 1  | ½  | 0  | x  | 0  | 1  | 1  | ½  | 1  | 7½   |              |
| 17 | 루이스 어거스토 산체스 (COL) | 0 | 0 | ½ | 0 | ½ | 1 | ½ | 0 | 0 | 0  | 0  | ½  | 0  | 0  | ½  | 1  | x  | ½  | 0  | 1  | 1  | 7    |              |
| 18 | 로버트 웨이드 (ENG)          | 0 | ½ | 0 | 0 | 0 | 0 | ½ | 0 | 0 | ½  | 1  | 0  | 0  | ½  | 1  | 0  | ½  | x  | ½  | 0  | 1  | 6    |              |
| 19 | 폴 바이토니스 (CAN)          | 0 | ½ | 0 | 0 | 0 | 0 | 0 | 0 | ½ | 0  | ½  | 0  | ½  | 0  | 1  | 0  | 1  | ½  | x  | ½  | 0  | 5    |              |
| 20 | 해리 골롬벡 (ENG)            | 0 | 0 | 0 | 0 | 0 | ½ | ½ | 0 | 0 | 0  | ½  | ½  | 0  | ½  | 0  | ½  | 0  | 1  | ½  | x  | 0  | 4½   | 39.25        |
| 21 | 로드왁 프린스 (NED)          | 0 | 0 | ½ | ½ | ½ | 0 | 0 | 0 | 0 | 0  | 0  | ½  | 0  | 0  | ½  | 0  | 0  | 0  | 1  | 1  | x  | 4½   | 38.00        |
원래 탑 5가 도전자 결정전으로 진출해 도전자 결정전은 12명이서 할 예정이었으나, 4명이 공동 5등으로 동점이었고 타이브레이커인 Sonneborn-Berger 점수 차가 너무 적어 4명 모두 진출했다. 또, 원래 22명이 참가했으나 아르헨티나의 율리오 볼보찬은 출혈 때문에 1경기를 어드전한 상태에서 대회를 그만두어야 했다.

### 논란
이 대회에서 1-5등이 모두 소비에트 연방 선수였고 이 5명 사이의 경기는 하나도 빠짐없이 전부 무승부였다는 점에서 승부 조작의 의혹이 있었다.

## 1953년 도전자 결정전
도전자 결정전은 1953년 8월부터 10월까지 스위스 취리히에서 열렸다. 우승자는 보트빈니크와 세계 선수권 대회 매치를 할 자격이 주어진다.
총 15명이 참가했다: 1952년 인터조널 토너먼트의 상위 8명, 이전 도전자 결정전의 상위 5명, 1948년 대회에 참가한 사람 중 아직 통과되지 않은 2명.
22라운드가 끝난 뒤, 스미슬로프와 새뮤얼 리셰브스키는 13½/21로 공동 1등이었고, 데이비드 브론스타인이 12½로 2위, 케레스가 12로 3위였다. 스미슬로프는 이후 몇 라운드 동안 결정적인 리드를 챙겼다:
- 23라운드에서 코토브는 리셰브스키를 상대로 승리했고, 스미슬로프는 바이를 가지고 있었다. 브론스타인과 케레스는 13점으로 올라갔다.[2]
- 24라운드에서 스미슬로프는 케레스를 상대로 흑을 잡고 승리했다. 리셰브스키와 브론스타인은 무승부를 했다.[2]
- 25라운드에서 스미슬로프는 리셰브스키를 상대로 승리했고,[2] 브론스타인은 겔러를 상대로 패배했다.[3] 케레스는 바이를 가지고 있었다.

결국 이 세 라운드에서 스미슬로프는 2/2를 기록했고 리셰브스키는 ½/3을 기록했다. 25라운드 이후 1위는 스미슬로프(15½, 1게임), 2위는 리셰브스키(14), 3위는 브론스타인(13½), 케레스(13, 1게임)이었다. 스미슬로프는 남은 5경기를 모두 무승부로 끝냈다.
스미슬로프가 우승하여 챌린저가 되었다.
| #     | 이름                         | 1  | 2  | 3  | 4  | 5  | 6  | 7  | 8  | 9  | 10 | 11 | 12 | 13 | 14 | 15 | 총점 |
| ----- | ---------------------------- | -- | -- | -- | -- | -- | -- | -- | -- | -- | -- | -- | -- | -- | -- | -- | ---- |
| 1     | 바실리 스미슬로프 (USSR)     | xx | ½½ | 11 | ½1 | ½½ | 11 | ½½ | ½0 | ½½ | ½½ | ½½ | ½½ | 1½ | 11 | 1½ | 18   |
| 2-4   | 데이비드 브론스타인 (USSR)   | ½½ | xx | 1½ | 11 | ½½ | ½0 | ½½ | ½½ | 1½ | ½½ | ½½ | 01 | 1½ | ½½ | ½½ | 16   |
| 2-4   | 폴 케레스 (USSR)             | 00 | 0½ | xx | ½½ | ½1 | ½1 | ½½ | ½½ | ½½ | 0½ | 11 | 1½ | ½1 | ½½ | 11 | 16   |
| 2-4   | 새뮤얼 리셰브스키 (USA)      | ½0 | 00 | ½½ | xx | ½½ | ½½ | ½½ | 10 | ½½ | ½1 | ½1 | 1½ | ½1 | 11 | 1½ | 16   |
| 5     | 티그란 페트로샨 (USSR)       | ½½ | ½½ | ½0 | ½½ | xx | ½½ | 0½ | ½½ | 00 | ½½ | ½½ | 11 | ½1 | 1½ | 11 | 15   |
| 6-7   | 에핌 겔러 (USSR)             | 00 | ½1 | ½0 | ½½ | ½½ | xx | 11 | ½0 | 01 | ½½ | 01 | 1½ | ½1 | 01 | ½½ | 14½  |
| 6-7   | 미구엘 나이도프 (ARG)        | ½½ | ½½ | ½½ | ½½ | 1½ | 00 | xx | 1½ | 1½ | ½0 | ½½ | ½½ | ½½ | 0½ | 11 | 14½  |
| 8-9   | 알렉산데르 코토브 (USSR)     | ½1 | ½½ | ½½ | 01 | ½½ | ½1 | 0½ | xx | 10 | 1½ | 00 | 10 | 1½ | 0½ | 01 | 14   |
| 8-9   | 마크 타이마노브 (USSR)       | ½½ | 0½ | ½½ | ½½ | 11 | 10 | 0½ | 01 | xx | 10 | ½½ | ½½ | ½0 | 0½ | 11 | 14   |
| 10-11 | 유리 애버바흐 (USSR)         | ½½ | ½½ | 1½ | 0½ | ½½ | ½½ | 1½ | 0½ | 01 | xx | ½½ | ½½ | 0½ | 11 | 00 | 13½  |
| 10-11 | 아이작 볼레슬라브스키 (USSR) | ½½ | ½½ | 00 | ½0 | ½½ | 10 | ½½ | 11 | ½½ | ½½ | xx | ½0 | ½½ | ½1 | ½½ | 13½  |
| 12    | 라즐로 사보 (HUN)            | ½½ | 10 | 0½ | 0½ | 00 | 0½ | ½½ | 01 | ½½ | ½½ | ½1 | xx | 1½ | ½½ | 1½ | 13   |
| 13    | 스베토자르 글리고릭 (YUG)    | 0½ | 0½ | ½0 | ½0 | ½0 | ½0 | ½½ | 0½ | ½1 | 1½ | ½½ | 0½ | xx | ½1 | 11 | 12½  |
| 14    | 막스 오이베 (NED)            | 00 | ½½ | ½½ | 00 | 0½ | 10 | 1½ | 1½ | 1½ | 00 | ½0 | ½½ | ½0 | xx | 1½ | 11½  |
| 15    | 기디언 스탈버그 (SWE)        | 0½ | ½½ | 00 | 0½ | 00 | ½½ | 00 | 10 | 00 | 11 | ½½ | 0½ | 00 | 0½ | xx | 8    |

### 소련의승부 조작의혹
이 대회에서 소비에트 연방의 선수들이 승부 조작을 했다는 의혹이 여러 번 제기되었다. 2000년대 초반에, 브론스타인은 소련 선수들 중 일부가 스미슬로프가 리셰브스키를 꺾고 이기는 것을 막지 않도록 압력을 받았다고 주장했다. 그는 케레스는 24라운드에서 스미슬로프와 무승부를 만들라고 통보받았으나 저항했고, 압박감 때문에 경기에서 패배했다고 주장했다. 또 그는 자기 자신이 26라운드에서 스미슬로프와 무승부를 만들게 되어 있었으며, 이에 따라 공격적이지 않은 루이 로페즈 오프닝의 익스체인지 바리에이션을 두었다고 주장했다.
이후 스미슬로프는 의혹을 비판하는 답변을 했다. 하지만 이를 부정하지는 않았다.

### 책
이 토너먼트는 참가자들의 좋은 실력, 게임의 높은 퀄리티, 그리고 브론스타인과 미구엘 나이도프의 대회에 대한 책으로 유명하다. 이 책들은 역대 최고의 토너먼트 책 중 하나로 여겨진다.

## 1954년 챔피언십 매치

### 형식
총 24경기를 진행하며, 12.5점을 먼저 얻는 사람이 우승한다. 12-12로 끝날 경우 디펜딩 챔피언인 보트빈니크가 승리한다.

### 결과
|                          | 1 | 2 | 3 | 4 | 5 | 6 | 7 | 8 | 9 | 10 | 11 | 12 | 13 | 14 | 15 | 16 | 17 | 18 | 19 | 20 | 21 | 22 | 23 | 24 | Points |
| ------------------------ | - | - | - | - | - | - | - | - | - | -- | -- | -- | -- | -- | -- | -- | -- | -- | -- | -- | -- | -- | -- | -- | ------ |
| 미하일 보트빈니크 (USSR) | 1 | 1 | ½ | 1 | ½ | ½ | 0 | ½ | 0 | 0  | 0  | 1  | 1  | 0  | 1  | 1  | ½  | ½  | ½  | 0  | ½  | ½  | 0  | ½  | 12     |
| 바실리 스미슬로프 (USSR) | 0 | 0 | ½ | 0 | ½ | ½ | 1 | ½ | 1 | 1  | 1  | 0  | 0  | 1  | 0  | 0  | ½  | ½  | ½  | 1  | ½  | ½  | 1  | ½  | 12     |

보트빈니크가 세계 챔피언 타이틀을 유지했다.